# Чемпионат Северной Европы по футболу
Чемпиона́т Се́верной Евро́пы по футбо́лу (англ. The Nordic Football Championship, дат. Nordisk Mesterskab i fotball, норв. Nordisk Mesterskap i fotball, швед. Nordiska Mästerskapet i fotboll, фин. Jalkapallon Pohjoismaiden-mestaruusturnaus, исл. Norður-Evrópumeistaramótið í knattspyrnu) — соревнование национальных сборных, проводимое под руководством датской, норвежской, финской и шведской футбольных ассоциаций.

## История
В 1919 году датская, норвежская и шведская футбольные федерации подписали договор о проведении ежегодно двух матчей между командами вышеуказанных стран. Однако впервые эта идея была реализована лишь четыре года спустя, в 1924 году. Турнир продолжался 4 года и завершился в 1928 году. Первым победителем чемпионата стала сборная Дании. На следующий турнир была приглашена сборная Финляндии. Регламент был изменён для участия четырёх команд — каждая команда в течение 4 лет проводит 12 матчей, по 4 с каждым соперником, по 2 матча дома и 2 — в гостях. Победителем турнира стала команда Норвегии. Затем настал период гегемонии Швеции — с 1936 по 1977 год команда завоевала 9 титулов чемпионата Северной Европы подряд. Турнир прерывался во время Второй мировой войны — четвёртый чемпионат начался в 1937 году, а завершился в 1947.
В послевоенный период турнир выполнял роль подготовки команд к чемпионатам мира и Олимпийским играм, но к 1970-м годам, в связи с увеличением количества матчей между командами в официальных турнирах, первенство Северной Европы потеряло актуальность. На предпоследнем турнире, проведённом с 1981 по 1983 год, последний матч между сборными Швеции и Норвегии даже не был проведён, так как победитель был уже известен — им досрочно стала команда Дании. Матч был доигран лишь в 1985 году. Последним турниром, проведённым под наименованием «чемпионат Северной Европы по футболу», стал турнир, сыгранный в период с 2000 по 2001 год, на который были приглашены сборные Исландии и Фарерских островов. Несколько матчей было проведено в Испании, в Ла-Манге во время тренировочных сборов. Победителем чемпионата стала команда Финляндии. Один матч между сборными Норвегии и Фарерских островов так и не был сыгран.

## Результаты
| Год  | Трофей          |           | Победитель | Финалист  | 3-е место             | 4-е место |
| 1924 | Jubilæumspokal  | Дания     | Швеция     | Норвегия  | Участвовало 3 команды |           |
| 1929 | Guldkrus        | Норвегия  | Швеция     | Дания     | Финляндия             |           |
| 1933 | Nordiske Pokal  | Швеция    | Дания      | Норвегия  | Финляндия             |           |
| 1937 | Suomen Karhut   | Швеция    | Дания      | Норвегия  | Финляндия             |           |
| 1948 | DBU’s Vase      | Швеция    | Дания      | Норвегия  | Финляндия             |           |
| 1952 | SvFF:s pokal    | Швеция    | Норвегия   | Дания     | Финляндия             |           |
| 1956 | Eventyr og Lek  | Швеция    | Норвегия   | Дания     | Финляндия             |           |
| 1960 | SPL’s Pokal     | Швеция    | Дания      | Норвегия  | Финляндия             |           |
| 1964 | Fodboldspillere | Швеция    | Дания      | Финляндия | Норвегия              |           |
| 1968 | SvFF:s pokal    | Швеция    | Дания      | Норвегия  | Финляндия             |           |
| 1972 | —               | Швеция    | Дания      | Норвегия  | Финляндия             |           |
| 1978 | —               | Дания     | Швеция     | Норвегия  | Финляндия             |           |
| 1981 | —               | Дания     | Швеция     | Норвегия  | Финляндия             |           |
| 2001 | —               | Финляндия | Исландия   | Дания     | Норвегия              |           |